# متلازمة تشايلد
متلازمة خلل التنسج النصفي مع احمرار الجلد سماكي الشكل وعيوب الأطراف (التي تُعرف أيضًا بمتلامة تشايلد) هي اضطراب جيني يبدأ في سن الطفولة ويقتصر تقريبًا على الإناث. يرتبط هذا الاضطراب بمجموعة أمراض تعرف باسم عسر التصنع الغضروفي المنقط 2 (سي بّي دي إكس 2)، ويسبب أيضًا تشوهات جلدية وهيكلية تتميز بسماك يتحدد امتداده بالخط الناصف مع إصابة بسيطة خطية أو قطعية في الجانب المقابل. ظهر هذا الاختصار للمرة الأولى عام 1980.

## الأعراض
يشير مصطلح تشايلد CHILD إلى أعراض المرض التي تتضمن:
- CH: خلل التنسج النصفي الخلقي - يكون أحد نصفي الجسم ضعيف التطور، غالبًا الجانب الأيمن. قد تكون الأضلاع اليمنى والنصف الأيمن من العنق والفقرات وغيرها ضعيفة التطور، وقد تُصاب الأعضاء الداخلية.
- I: احمرار الجلد السماكي – يحدث عند الولادة أو عقبها، إذ تظهر بقع ملتهبة حمراء (احمرار الجلد) وجلد حرشفي متقشر (سماك) على الجهة المصابة من الجسم، وقد تحدث خسارة الشعر أيضًا على نفس الجانب.
- LD: عيوب الأطراف – قد تكون أصابع اليد أو القدم ناقصةً في الجهة المصابة، وقد يكون الطرف بأكمله قصيرًا أو غير موجود.

## التشريح المرضي
متلازمة تشايلد هي اضطراب موروث سائد مرتبط بالصبغي إكس، يترافق مع طفرة في جين «إن إس دي إتش إل». يشفر هذا الجين إنزيم نازع هيدروجين 3 بيتا-هيدروكسي ستيرول المسؤول عن إحدى خطوات سبيل الاصطناع الحيوي للكولسترول. يتوضع هذا الإنزيم في جدر الشبكة البلازمية الداخلية (الإندوبلازمية) وعلى سطح قطرات تخزين الدهون داخل الخلوية. قد يؤدي نقص هذا الإنزيم إلى تراكم نواتج اصطناع الكولسترول الثانوية السامة في نسج الجسم. وُجد على هذا الجين ثلاثة أنواع من الطفرات: المغلطة واللاغية وطفرة الإيقاف، وتنتج جميعها عن خسارة وظيفة «إن إس دي إتش إل». لا يُعتقد أن نوع الطفرة هو السبب الكامن وراء التنوع السريري في امتداد التظاهرات المرضية، ويعتقد أن ذلك يرجع إلى الاختلافات في نموذج تعطيل الصبغي إكس. يشتبه الباحثون بأن المستويات المنخفضة من الكولسترول و/أو تراكم المواد الأخرى هي المسؤولة عن إيقاف نمو وتطورالعديد من أجزاء الجسم، لكن لم يُعرف بعد السبب الدقيق لإصابة المتلازمة جانبًا واحدًا دون الآخر.

## التشخيص
تظهر الأعراض عند الولادة أو بعدها بفترة قصيرة. تشير مجموعة الأعراض الجسدية الظاهرة عند الطفل إلى إصابته بمتلازمة تشايلد. يظهر الفحص المجهري لعينة من الجلد التظاهرات الوصفية للمتلازمة، وتساعد الصورة الشعاعية البسيطة للجذع والذراعين والساقين على كشف العظام ناقصة التطور. يساعد التصوير الطبقي المحوري على كشف اضطرابات الأعضاء الداخلية.

## العلاج
لا يوجد حاليًا أي علاج لمتلازمة تشايلد، وأي علاج مطروح يستهدف الأعراض الموجودة فقط. تُستخدم المطريات مثل مرهم لاك-هيدران (أمونيوم لاكتات) ويوريافيل (البولة) لعلاج البقع الحرشفية على الجلد. يقيّم طبيب تقويم عظام الأطفال ضعف النمو العظمي ويعالجه عند الضرورة. هناك مركب يتألف من سائل موضعي الاستخدام يخفف الآفات لدى البالغين ويزيلها لدى الأطفال. هذا المزيج من صنع الطبيبة آمي بالر في مشفى الأطفال، ويُركب بالطريقة التالية: لصنع 250 ميللي لترًا من المركب: تُطحن أقراص اللوفاستاتين 5 غرام (10-20-40-80 مغ) وتُخلط مع مسحوق الكولسترول إن إف (NDC# 51927-1203-00, PCCA) 5 غرام، وتُحل في مياه نقية (تُمزج أخيرًا لمدة نصف ساعة باستخدام جهاز هاون ومدقة إلكتروني) لنصل إلى الحجم الكامل للمركب مع المياه النقية الذي يبلغ 8 أونصات سائلة.

## الوبائيات

### شيوع الإصابة
متلازمة تشايلد اضطراب نادر سجلت منه 60 حالةً فقط في الأدب الطبي في جميع أنحاء العالم.

### نسبة المراضة والوفيات
لا تُعد متلازمة تشايلد مرضًا مميتًا إلا عند وجود اضطراب في الأعضاء الداخلية. تقف التشوهات القلبية الوعائية في طليعة أسباب الوفاة الباكرة لدى المصابين، لكن تشوهات الجهاز العصبي المركزي والهيكلي والكلى والرئتين والعيوب الحشوية الأخرى تساهم في الوفيات بدرجة كبيرة.

### الجنس
تقتصر الإصابة بالمتلازمة على الإناث تقريبًا، ولا يُعرف سوى حالتي إصابة عند الذكور، أحدهما يملك صيغةً صبغيةً طبيعية ما يقترح حدوث طفرة جسدية باكرة بعد مرحلة البيضة الملقحة.

### السن
بما أن متلازمة تشايلد اضطراب خلقي، تظهر أعراضها عند الولادة أو تتطور خلال الأسابيع الأولى من الحياة وتستمر طوال العمر.

## التاريخ
سُجلت أول إصابة بمتلازمة تشايلد عام 1903. يُعد أوتو زاكس أول من وصف التظاهرات السريرية للمتلازمة عند فتاة بعمر ثمانية سنوات. كان أقرب خبر تلا ذلك عن المرض عام 1948 في تقرير أعده زيلويجر وويلنجر وصفا فيه مريضًا يعاني من «التهاب الجلد والغضروف والعظم ووحمات سماكية تصيب نصف الجسم». ذُكرت أول إصابة بمتلازمة تشايلد مع تظاهرات عينية لدى مريض يعاني من ضمور مترقٍّ ثنائي الجانب في العصب البصري حديثًا عام 2010 من قبل ناب وآخرين.

## أشخاص جديرون بالذكر
نافست ستيفاني جالين المتزلجة البارالمبية والحاصلة على ميدالية الفوز في تصنيف إل دبليو 9-1 (الأشخاص الذين يعانون من اضطرابات شديدة في الأطراف العلوية وبتر فوق الركبة أو شلل نصفي شديد) في ألعاب الشتاء البارالمبية في مدينة سوتشي.